# Václav John
Václav John (1919 – 1992) byl český fotbalista, útočník.

## Fotbalová kariéra
V československé lize hrál za SK České Budějovice. Dal 2 ligové góly.

## Ligová bilance
| Ročník              | Zápasy | Góly | Minuty | Klub                |
| ------------------- | ------ | ---- | ------ | ------------------- |
| Státní liga 1947/48 | 19     | 2    | 1 710  | SK České Budějovice |
| CELKEM              | 19     | 2    | 1 710  |                     |